# Jerzy Krzyżanowski (inżynier)

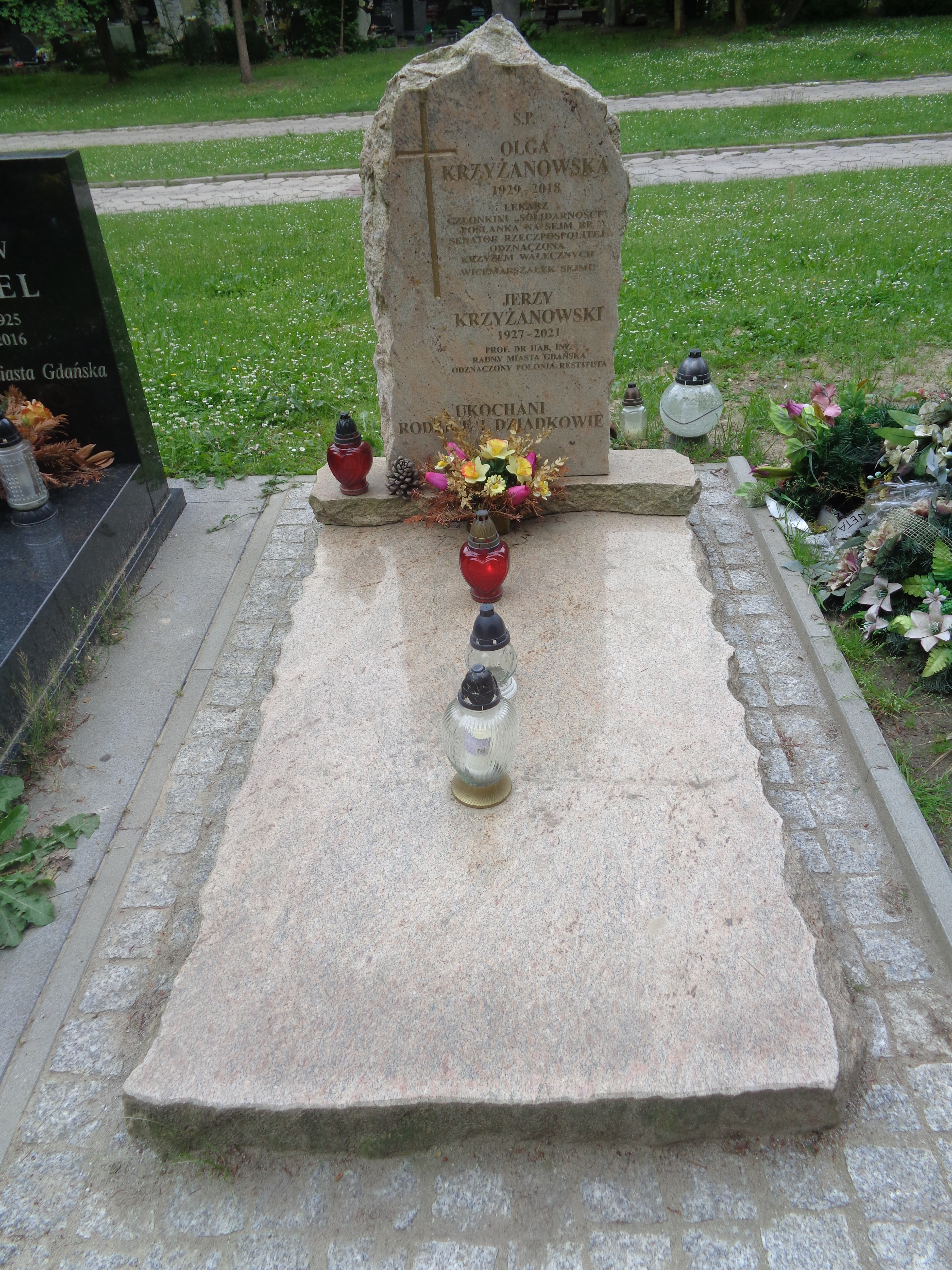
Grób Jerzego Krzyżanowskiego na cmentarzu Srebrzysko w Gdańsku

Jerzy Andrzej Krzyżanowski (ur. 26 maja 1927 we Lwowie, zm. 9 sierpnia 2021 w Sopocie) – polski inżynier, profesor nauk technicznych, nauczyciel akademicki i działacz samorządowy.

## Życiorys
Syn Jerzego i Jadwigi. W 1951 ukończył studia na Politechnice Gdańskiej. W 1958 został doktorem, a w 1969 uzyskał stopień doktora habilitowanego. Tytuł profesorski otrzymał w 1973. Specjalizował się w zakresie mechaniki płynów i teorii maszyn przepływowych. Do 1980 był pracownikiem macierzystej uczelni. W 1958 został jednocześnie zatrudniony w Instytucie Maszyn Przepływowych Polskiej Akademii Nauk. Był kierownikiem Zakładu Dynamiki Gazów (1958–1970), zastępcą dyrektora (1970–1977) i dyrektorem tej instytucji (1977–1998). Po przejściu na emeryturę pozostawał pracownikiem IMP. Był również członkiem prezydium Komitetu Mechaniki PAN. Wykładał na uczelniach w Zagrzebiu i Stuttgarcie, a także na University of Delaware i University of Michigan.
W latach 90. przez dwie kadencje był radnym Rady Miasta Gdańska. W 1990 mandat uzyskał z ramienia Komitetu Obywatelskiego, później reprezentował UD i UW. Od 1955 mąż Olgi Krzyżanowskiej (zm. 2018). W 2010 wraz z córką Magdaleną Krzyżanowską-Mierzewską wydał książkę Według ojca, według córki. Historia rodu. Pochowany na cmentarzu Srebrzysko (rejon IV, TAR I, rząd 1A, nr 36).

## Odznaczenia
Odznaczony m.in. Krzyżem Komandorskim (1989) i Kawalerskim (1980) Orderu Odrodzenia Polski, Złotym Krzyżem Zasługi, Medalem 30-lecia Polski Ludowej, Medalem 40-lecia Polski Ludowej, Medalem 25-lecia PAN.